# Judith Ayaa
Judith Ayaa (15 tháng 6 năm 1952 – 2002) là một người chạy nước rút ở Uganda. Cô đã thi đấu ở nội dung 400 mét nữ tại Thế vận hội Mùa hè năm 1972. Ayaa giành được huy chương đồng ở nội dung 400 mét tại Đại hội Thể thao Khối thịnh vượng chung Anh năm 1970.